# Burnaia helicochorda
Burnaia helicochorda is een slakkensoort uit de familie van de Aeolidiidae. De wetenschappelijke naam van de soort is voor het eerst geldig gepubliceerd in 1988 door M. C. Miller.